# 저지 클라크 제도
저지 클라크 제도(영어: Judge and Clerk Islets)는 태평양 남서부 매쿼리섬에서 북쪽으로 11km 떨어진 위치에 자리한 작은 섬으로, 육지와 환초 면적은 0.2km²에 불과하다. 매쿼리섬과 함께 오스트레일리아 태즈메이니아주에 속한다.
태즈메이니아 공원 야생동물 관리국 산하의 매쿼리섬 자연보호구역에 속해 있으며 그 중에서도 특별관리구역에 해당된다. 매쿼리섬, 비숍 클라크 제도와 함께 1997년 유네스코 세계자연유산에 등재되었다.

## 같이 보기
- 비숍 클라크 제도
- 남극의 섬 목록
- 태즈메이니아주의 섬 목록